# La Villeneuve-au-Chêne
La Villeneuve-au-Chêne è un comune francese di 442 abitanti situato nel dipartimento dell'Aube nella regione del Grand Est.

## Società

### Evoluzione demografica
Abitanti censiti